# アルセン・アミリャン
アルセン・ミナエヴィチ（ミナイイ）・アミリャン（ロシア語: Арсен Минаевич Амирян (Амирьян)、アルメニア語: Արսեն Մինայի Ամիրյան、1881年11月10日 - 1918年9月20日）は、アルメニア人の革命家であり、26人のバクー・コミッサールの一員である。名はアルセニー (Арсений)、父称はミナソヴィチ (Минасович)、ミナシ (Մինասի)、姓はアミロフ (Амиров, Ամիրով) とも。

## 生涯
1881年11月10日、ロシア帝国バクー県バクーに生まれた。地元の中等学校を卒業後は1899年にキエフ大学法学部へ入学し、モスクワ大学でも学んだが、革命運動への参加を理由に1902年に放校された。シュシャ刑務所を1904年に出所してバクーへ戻った。ロシア第一革命時の1905年から1907年にかけても反帝政運動によって投獄された。1902年から1906年まではアルメニア革命連盟に加盟して活発な宣伝活動を行っていたが、やがて脱退し1910年にはボリシェヴィキへ加わった。『パイカル』(hy) 紙でも活動し、1917年から翌1918年にかけて『バキンスキー・ラボーチー』紙の編集を担当した。しかし、1918年7月末にボリシェヴィキによるバクー・コミューンが崩壊すると逮捕され、他のコミューン成員ら、そして弟である騎兵隊隊長タテヴォス・アミロフ (az) とともに、同年9月20日に銃殺された。
アミリャンとバクーで協同していたアナスタス・ミコヤンは、党機関紙の追悼記事にアミリャンについて「雄弁の才には恵まれず、委員会の会議やソビエトにその姿は見えなかった。しかし、彼のぎらぎらした鋭敏な思考力は、党生活のすべての時を通じて浸透していた」と書いている。エレヴァンにはアミリャンに因んで名付けられた通り (hy) が存在する。